# Mittelbergferner

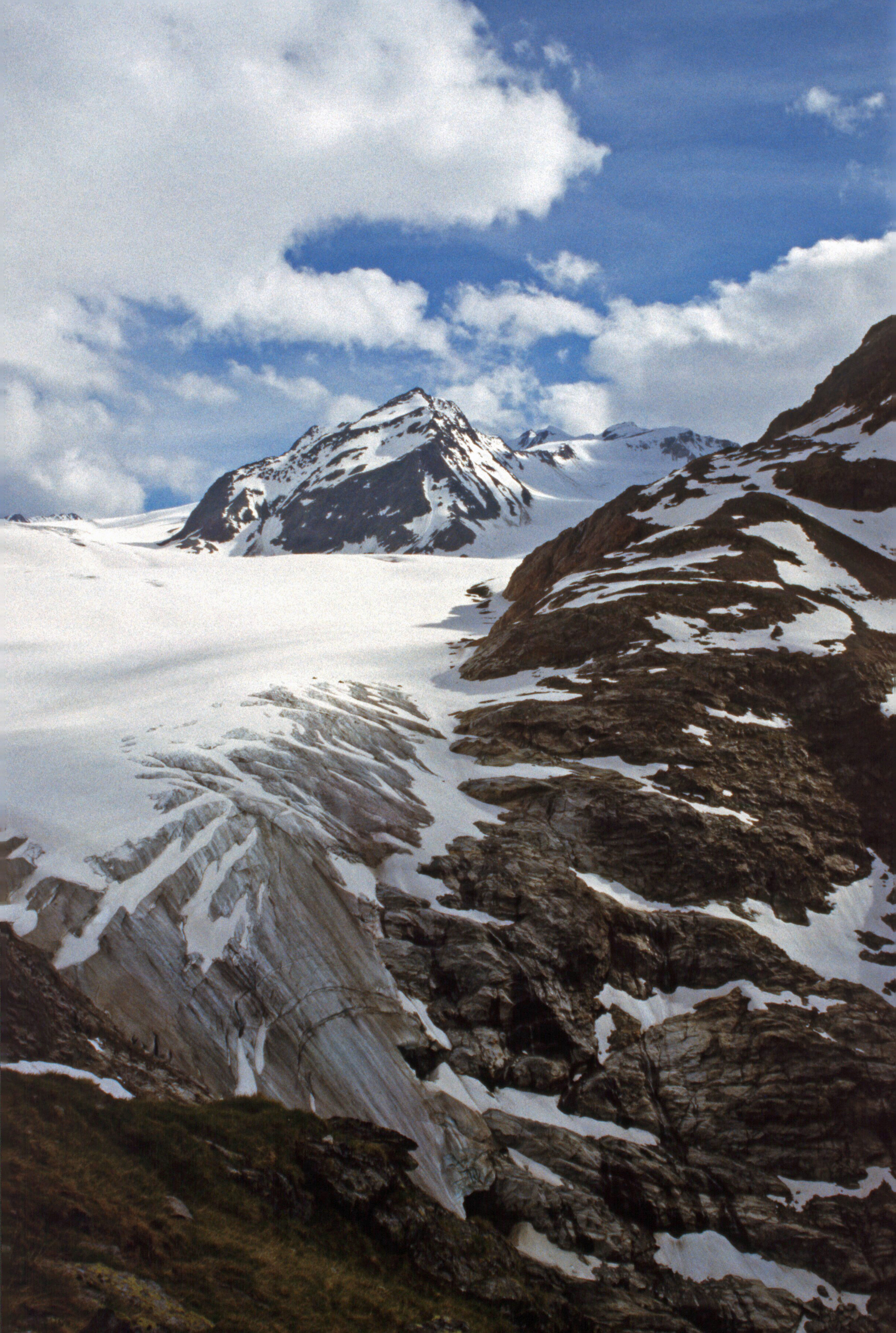
Lage der Gletscherzunge im Jahre 1999

Der Mittelbergferner ist nach dem Gepatschferner der zweitgrößte Gletscher Tirols und liegt in den Ötztaler Alpen, am Talende des Pitztals. Der Mittelbergferner erstreckt sich derzeit über eine Fläche von 9,9 km². Wie für die meisten Alpengletscher lässt sich dabei auch für den Mittelbergferner durch die globale Erwärmung in den vergangenen Jahrzehnten ein deutlicher Gletscherschwund verzeichnen.

## Lage und Form
Der Mittelbergferner befindet sich südlich dem Talende des Pitztals. Er liegt am Nordrand des Alpenhauptkamms inmitten der Ötztaler Alpen, nur wenig nordöstlich der  Wildspitze, Nordtirols höchstem Berg.
Die höchsten Gipfel in der Umrahmung des Mittelbergferner sind der Hintere Brunnenkogel (3440 m), der Schuchtkogel (3472 m), der Weiße Kogel (3409 m), der Mutkogel (3309 m) und der Linke Fernerkogel (3277 m). Inmitten des Mittelbergferners liegt der Rechte Fernerkogel (3300 m), der den Gletscher mit seinem südwestlich zum Schuchtkogel ziehenden Grat in zwei Hälften teilt.
Die Zunge des Mittelbergferners fließt Richtung Norden in Richtung des Pitztals, hieraus entspringt die Pitze, der namensgebende Bach des Pitztals. Ein Großteil des Schmelzwassers des Mittelbergferners wird seit 1964 in einem 10 Kilometer langen, unterirdischen Stollen bis zum Gepatsch-Stausee transportiert und speist dort auch die Anlagen des Kaunertalkraftwerks.

## Geschichte
Obwohl der Mittelbergferner zu den flächengrößten Gletschern der Ostalpen zählt, wird er wie die anderen Pitztaler Gletscher erst sehr spät in der Literatur erwähnt, insbesondere im Vergleich zu den benachbarten Ötztaler Gletschern, wie beispielsweise dem Vernagtferner. Sicher aber haben auch die Bewohner des Pitztals die Veränderungen am Gletscher und insbesondere die bedrohlichen Vorstöße genau beobachtet. Davon zeugt eine noch zu Beginn des 20. Jahrhunderts übliche Gletscherprozession zum Mittelbergferner, durch die drohendes Unheil abgewendet werden sollte. Zur Zeit des weitesten Vorstoßes um 1855, als die Zunge des Gletschers in einer Höhe von 1795 m endete, nur 750 Meter taleinwärts von Mittelberg, wurde hierzu in den Gletscher eine Kanzel eingehauen, von der herab der Geistliche die Bitte zu den vor dem Gletscher knienden Pilgern sprach. Diese Handlung hat nach den Angaben der damaligen Pilger der Maler Hans Beat Wieland in München in einem Bild festgehalten.
Auch mit den sich periodisch ereignenden Ausbrüchen des sich bei der Braunschweiger Hütte bildenden Eissees und den dadurch verursachten Überschwemmungen machte sich der Mittelbergferner bei den Einheimischen nicht gerade beliebt, auch wenn die Folgen dieser Eisseeausbrüche nicht mit denen im Ötztal vergleichbar waren. Jedoch wussten die Einheimischen auch die Vorzüge der Nähe des Gletschers zu ihren Höfen zu nutzen, denn das Gletschertor wurde als Kühlkammer für das geschlachtete Vieh benutzt.

## Erschließung als Skigebiet Pitztal Gletscher
Die Erschließung des Mittelbergferners als Skigebiet begann im Jahr 1983 mit der Inbetriebnahme der Pitztaler Gletscherbahn. Von der Bergstation der Pitztaler Gletscherbahn auf einer Höhe von 2860 m standen den Skiläufern zwischen dem Brunnenkogel und dem Mittelbergjoch fünf weitere Aufstiegshilfen zur Verfügung, die bis auf den Gipfel des Hinteren Brunnenkogel (3440 m) hinaufreichen.
Heute bildet das Skigebiet Pitztal Gletscher mit dem Skigebiet Rifflsee einen Verbund.
Derzeit ist eine erhebliche Ausdehnung des Skigebiets geplant und teilweise schon umgesetzt. Diese Erweiterungsmaßnahmen werden als Sicherheitskonzept bezeichnet, das in drei Stufen umgesetzt werden soll. 
Im Jahr 2006 wurde  nach sechs Jahren heftigen Auseinandersetzungen und zahlreichen negativen Bescheiden doch noch das umstrittene Projekt einer Talabfahrt durch das Grießtal bis zur Gletscherzunge in die Tat umgesetzt. Diese Abfahrt wurde zunächst illegal errichtet, aber nachträglich als Notweg genehmigt und soll eine Möglichkeit der Evakuierung des Skigebiets bei Ausfall der Gletscherbahn gewährleisten. Die dritte Stufe  dieses sogenannten Sicherheitskonzepts beinhaltet mit dem Bau eines „oberirdischen Zubringersystems“ eine Seilbahn von Mittelberg auf den  Linken Fernerkogel. Im Zuge dieser Maßnahme sollen einige weitere Pisten erschlossen und auch der Hangende Ferner und der Karlesferner einbezogen werden, zudem ist ein Zusammenschluss mit dem Ötztaler Skigebiet auf dem Rettenbachferner vorgesehen. Diese Projekte sind äußerst umstritten, dagegen sprechen sich vor allem der Alpenverein und Umweltschutzverbände aus. 2018 wurden 8.500 Kubikmeter Fels ohne Genehmigung beiseite geräumt und abgesprengt.